# Bactrocera carbonaria
Bactrocera carbonaria är en tvåvingeart som först beskrevs av Friedrich Georg Hendel 1927.  Bactrocera carbonaria ingår i släktet Bactrocera och familjen borrflugor. Inga underarter finns listade.